# Renodaeus ficarius
Renodaeus ficarius är en insektsart som beskrevs av William Lucas Distant 1893. Renodaeus ficarius ingår i släktet Renodaeus och familjen ängsskinnbaggar. Inga underarter finns listade i Catalogue of Life.